# Sebastian Stahl
Sebastian Stahl (ur. 20 września 1978 roku w Bonn) – niemiecki kierowca wyścigowy.

## Kariera
Stahl rozpoczął karierę w międzynarodowych wyścigach samochodowych w 2002 roku od startów w New Beetle Cup Germany. Z dorobkiem 35 punktów uplasował się tam na szesnastej pozycji w klasyfikacji generalnej. W późniejszych latach Niemiec pojawiał się także w stawce Alfa 147 Cup Germany, European Touring Car Championship, SEAT Leon Supercopa Germany, FIA GT Championship, Porsche Supercup, A1 Grand Prix, ADAC Procar, Mini Challenge Germany, 24h Nürburgring oraz Mégane Trophy Eurocup.

## Życie prywatne
Jest przybranym bratem siedmiokrotnego Mistrza Świata Formuły 1 Michaela Schumachera.